# 潮州弦詩
潮州弦詩為潮州人以彈撥樂器演奏古樂詩譜，故稱作弦詩，又稱弦詩樂，是潮州音樂中的一種弦索器樂，流行於潮州、汕頭、揭阳、閩南地區，後隨華僑流傳至東南亞。根據所用「二四譜」推算，其歷史大約有600至700年。

## 演出方式
根據場合和風格，分為「儒家樂」和「棚頂樂」，儒家樂再分為專業樂隊和業餘樂隊兩種，多用於節慶，音樂以纖細、雅致為主，棚頂樂用於戲曲伴奏，音樂較簡樸、粗獷。目前常見的為傳統儒家樂。
最早以竹弦、洞簫、月弦三種樂器組成，後來引入高音的弓弦樂器，演變成潮州二弦，再配以椰胡（也称冇弦）、大冇弦、潮州小三弦、秦琴、二胡（潮州人习惯把提胡称作二胡）、琵琶等，亦可加用笛子、嗩吶、小鼓、木魚等樂器，而揚琴（潮人称瑶琴）則在19世紀初被引入使用。
樂曲由頭板、二板、拷拍、三板、尾聲等部分所組成，頭板與二板為慢板曲，拷拍與三板為快板曲。

## 樂曲

### 潮州弦詩十大套
- 《寒鴉戲水》
- 《昭君怨》
- 《小桃紅》
- 《黃鸝詞》
- 《月兒高》
- 《平沙落雁》
- 《大八板》
- 《鳳求凰》
- 《玉連環》
- 《錦上添花》

### 其他樂曲
- 《獅子戲球》
- 《柳青娘》
- 《浪淘沙》
- 《千家燈》
- 《粉蝶採花》
- 《出水蓮》
- 《紅梅頭》
- 《粉紅蓮》
- 《畫眉跳架》
- 《思春》
- 《深閨怨》
- 《流水行云》
- 《喜采莲》
- 《小扬州》
- 《崖山哀》
- 《昭君怨》
- 《月明思亲》
- 《盼春》
- 《磨镰刀》
- 《杂杂红》
- 《玉壶买春》
- 《窗外松声》
- 《三月三》
- 《象弄牙》